# Hypnorna hummeli
Hypnorna hummeli är en kackerlacksart som beskrevs av Carl Stål 1858. Hypnorna hummeli ingår i släktet Hypnorna och familjen småkackerlackor. Inga underarter finns listade i Catalogue of Life.